# Губанов, Владимир Владимирович

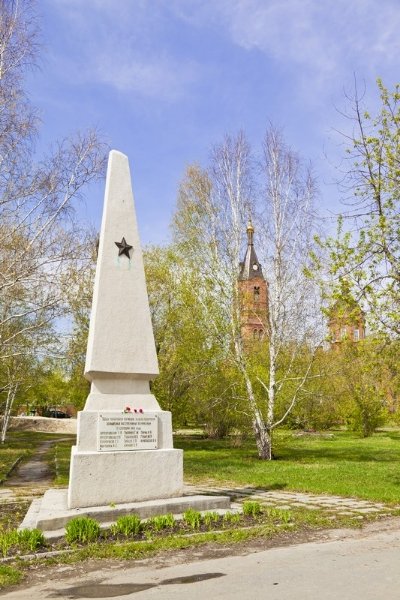
Обелиск памяти павших комиссаров в борьбе за власть Советов

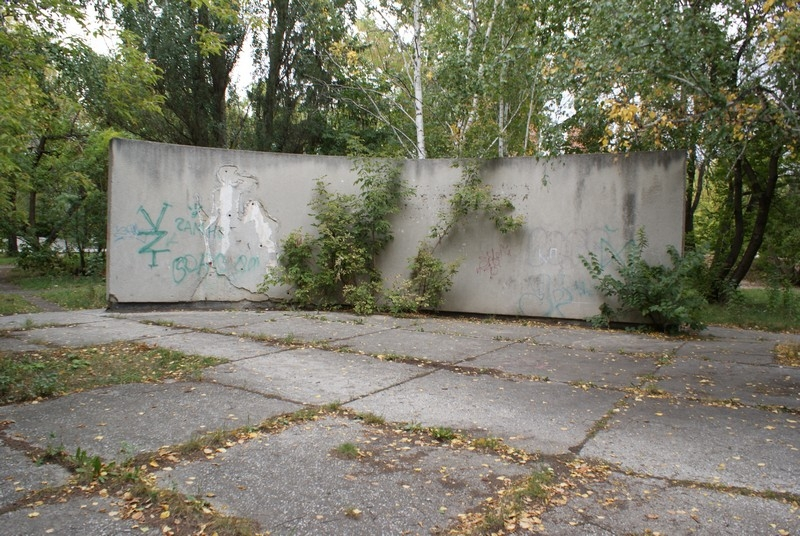
Мемориальный комплекс памяти павших в борьбе за власть Советов на братской могиле десяти курганских комиссаров. Были рельефные фигуры девушки с винтовкой в руках и тяжело раненного красноармейца и слова К.Ф. Рылеева: «Славна кончина за народ, певцы герою в воздаянье из века в век, из рода в род передадут его деянье». Фото 2012 года.

Владимир Владимирович Губанов (ум. 15 сентября 1918, Курган, Тобольская губерния) — советский государственный деятель. Комиссар труда и военный комиссар Курганского Совета рабочих и солдатских депутатов (1918).

## Биография
Владимир Губанов в период революционных событий 1917—1918 годов работал слесарем депо Курган. Активно участвовал в создании и работе Совета рабочих и солдатских депутатов, являясь комиссаром труда и военным комиссаром. Сохранилась его фотография в морской форме.
26 мая 1918 года исполком Курганского Совета получил указание Совета народных комиссаров РСФСР о разоружении чехословацких эшелонов. Прекратилось пассажирское и товарное движение от Кургана на восток из-за недопонимания между советской властью и находившимися в Кургане чехословацкими частями. Были задержаны 5-й и 6-й полки чехословацкого легиона, всего 6 эшелонов. Чехам было разрешено оставить в каждом эшелоне 168 винтовок и 1 пулемет для несения караула.
28 мая 1918 года в Кургане был создан штаб обороны города, который возглавил военный комиссар Губанов, комиссары: Фёдор  Максимович Григорьев и  Михаил Витальевич Городецкий, член штаба: Фёдор Фёдорович Игумнов, организатор снабжения: Михаил Михайлович Наумов, инструкторы: Алекссей Иванович Губин, Владимир Андреевич Кромберг, Виктор Иванович Комаров, Илья Владимирович Филатов. Гарнизон состоял из одной роты солдат, отряда матросов (около 20 человек) и конного отряда (около 30 человек). Андрей Егорович Пичугин привёл небольшой отряд из села Моревского.
Во втором часу ночи 2 июня 1918 года началась ружейная и пулеметная стрельба. Стоявшие на железной дороге чехословаки перешли в наступление. Отряд матросов во главе с Губановым занимал крайний правый фланг на пересечении улицы Пушкина и Троицкого переулка (ныне улица Ленина). Не выдержав натиска противника, красные отступили и перешли за Тобол к мельнице Бакинова. Отряду Губанова переправиться не удалось. Белочехи, переправившись через реку Тобол у деревни Галкиной, вышли им в тыл. Окружённые превосходящими силами противника, красные были разоружены и арестованы. Со стороны белочехов в бою за город погиб лишь один легионер — Франтишек Сайдл. Красные потеряли 10 человек убитыми и умершими от ран. Когда закончились аресты, из 532 задержанных на 14 августа 1918 года  было 140 красноармейцев и 30 красногвардейцев.
Содержался в Курганской тюрьме (находилась в квадрате улиц между нынешними Красина — Максима Горького — Кирова — Советская).
После покушения в ночь на 15 сентября 1918 года на поручика Франтишека Грабчика, комендант города поручик Богуслав Губ распорядился немедленно расстрелять 10 большевистских главарей, среди которых был и Владимир Губанов. Расстрел комиссаров чехи рассматривали как акт устрашения для подпольщиков. Их провели по улицам вечернего города, и расстреляли за полотном железной дороги, в осиновом колке (ныне район улица Химмашевская — автомобильное кольцо улица Дзержинского — улица Бурова-Петрова). Трупы не закрыли, и была видна одежда. Никто не имел права подойти к ним. Казнённые были отпеты в Богородице-Рождественском соборе Кургана 1 января 1919 года.
Похоронен вместе с остальными комиссарами в братской могиле на Александровской площади города Кургана Курганского уезда Тобольской губернии, ныне территория Александровской площади является частью Городского сад имени Александра Невского города Кургана Курганской области.

## Память
- 7 ноября 1921 года открыт обелиск памяти павших комиссаров в борьбе за власть Советов, сооружённый по проекту представленному 206-м полком.
- 15 августа 1969 года на месте действительного захоронения комиссаров по проекту скульптора С. А. Голощапова и архитектора Г. А. Захарова построен Мемориальный комплекс памяти павших в борьбе за власть Советов на братской могиле десяти курганских комиссаров.
- В 1957 году, к 40-летию Великой Октябрьской социалистической революции, одна из улиц в Северном посёлке города Кургана названа улицей Губанова.

## Расстреляны вместе с Владимиром Губановым
- Аргентовский, Лавр Васильевич (1892—1918) — комиссар горуездной милиции
- Грунт, Мартин Петрович (?—1918) — комиссар Курганской тюрьмы, член Курганского уездного революционного трибунала
- Зайцев, Евгений Леонтьевич (?—1918) — председатель Курганского совдепа
- Зырянов, Григорий Михайлович (?—1918) — член следственной комиссии Курганского уездного революционного трибунала
- Климов, Александр Павлович (1890—1918) — председатель первого большевистского комитета Курганской партийной организации, член исполкома совдепа, первый военный комиссар г. Кургана
- Кучевасов, Филипп Иванович (?—1918) — председатель следственной комиссии Курганского уездного революционного трибунала
- Мартынюк, Александр Евстафьевич (?—1918) — секретарь Курганского уездного революционного трибунала
- Пуриц, Ян Янович (Иван Яковлевич) (?—1918) — первый редактор большевистской рабоче-крестьянской газеты «Известия Совета рабочих, солдатских и крестьянских депутатов» в городе Кургане
- Солодников, Сергей Александрович (?—1918) — секретарь Курганского совдепа